# جيب بوش
جون إليس «جيب» بوش (بالإنجليزية: Jeb Bush) (ولد في 11 فبراير 1953) سياسي أميركي شغل منصب حاكم ولاية فلوريدا 43 من 1999-2007 ، و هو شخصية بارزة في عائلة بوش، فهو الابن الثاني للرئيس السابق جورج بوش الأب والسيدة الأولى السابقة باربرا بوش، والأخ الأصغر للرئيس السابق جورج دبليو بوش، و يأتي من بعده بالترتيب نيل بوش فبوش مارفن ثم دوروثي بوش كوتش.
كان بوش، الذي كبر في هيوستن، الابن الثاني للرئيس الأسبق جورج إتش دبليو بوش والسيدة الأولى السابقة باربرا بوش، وشقيقًا أصغر للرئيس الأسبق جورج دبليو بوش. تخرج جيب بوش في أكاديمية فيليبس في أندوفر، ماساتشوستس، والتحق بجامعة تكساس في أوستن، حيث حصل على شهادة في الشؤون الأمريكية اللاتينية. في عام 1980، انتقل جيب بوش إلى فلوريدا وسعى وراء مسيرة مهنية في التطوير العقاري. في عام 1987، أصبح بوش سكرتير التجارة في فلوريدا. وشغل منصبه حتى سنة 1988. وفي تلك الفترة، انضم إلى حملة والده الناجحة للرئاسة.
في عام 1994، ترشح بوش للمرة الأولى لمنصب، وخسر الانتخابات لمنصب الحاكم بنسبة أقل من 2٪ من النقاط لصالح لوتون تشيلز الذي كان يشغل المنصب. ترشح بوش مرة أخرى سنة 1998 وهزم الحاكم الملازم بدي ماكي بعد حصوله على نسبة 55٪ من الأصوات. وانتهى به الأمر ليخلف ماكي بعد وفاة تشيلز وهو يشغل المنصب قبل 23 يومًا فقط من تقاعده. وترشح لإعادة انتخاب سنة 2002، وهزم بيل ماكبرايد وفاز بنسبة 56٪ من الأصوات، ليصبح أول حاكم جمهوري لفلوريدا يشغل المنصب لولايتين. خلال السنوات ال8 كحاكم، طرح بوش خطة استصلاح إيفرجليدز الطموحة، ودعم دعوى الحد من أضرار سوء الممارسة الطبية، وأطلق برنامج خصخصة ميدكايد الاسترشادي، وأدخل إصلاحات على نظام التعليم في الولاية، بما في ذلك إصدار إيصالات والترويج لاختيار المدرسة.
أعلن بوش ترشحه للرئاسة في 15 من شهر يونيو من عام 2015. وأوقف حملته في 20 من شهر فبراير 2016، بعد فترة قصيرة من الانتخابات التمهيدية في ساوث كارولينا، وزكى عضو مجلس الشيوخ تيد كروز في 23 من شهر مارس 2016. كان بوش ناقدًا للرئيس دونالد ترامب خلال حملة العام 2016، وبقي كذلك خلال رئاستي ترامب.

## نشأته
ولد جيب بوش في 11 فبراير من عام 1953 في ميدلاند، تيكساس. حين كان يبلغ من العمر 6 سنوات، انتقلت الأسرة إلى حي تانغلوود في هيوستن، تكساس. يتألف لقبه «جيب» من أحرفه الأولى جي إي بي (جون إيليس بوش).
كبر بوش مع شقيقين يصغرانه سنًا، نيل ومارفين، وشقيقة أصغر سنًا، دوروثي، وشقيق أكبر، جورج، الذي كان يكبره سنًا ب 7 سنوات، وخلال الأشهر الـ8 الأولى من حياته، شقيقة أكبر، روبين. التحق جيب بوش في البداية بمدرسة غرادي الابتدائية في هيوستن. وسائرًا على خطوات والده وشقيقه الأكبر جورج، في سن الـ 14 أواخر العام 1967، بدأ بوش بالحضور في المدرسة الثانوية في أكاديمية مدرسة فيليبس الداخلية في أندوفر، ماساتشوستس. أتم بوش صفه التاسع في هيوستن، إلا أنه تلقى نصيحة بإعادتها في أندوفر، وكان على وشك أن يطرد بسبب علاماته السيئة. كان بوش يدخن الماريوانا والحشيش والسجائر خلال سنواته في الثانوية، على الرغم من أنه كان طالبًا بمرتبة شرف مع نهاية سنته الأخيرة وكان كابتن فريق كرة المضرب.
في سن الـ 17، علم بوش اللغة الإنجليزية كلغة ثانية وساعد في بناء مدرسة في باريلا، وهي قرية صغيرة خارج ليون، غواناخواتو، مكسيكو، كجزء من البرنامج الصيفي للتبادل الطلابي في أندوفر. في الوقت الذي كان فيه في مكسيكو، التقى بوش بزوجته المستقبلية، كولومبا غارنيكا غالو. 
سجل بوش، الذي كان قد تجنب إلى حد كبير انتقاد حرب فيتنام أو تأييدها، على التجنيد الإجباري بعد تخرجه من الثانوية سنة 1971. في سحب يانصيب التجنيد الرابع والأخير في 2 من شهر فبراير من عام 1972، بالنسبة للرجال الذين كانوا قد ولدوا في سنة 1953 وسيجندون خلال سنة 1973، تلقى بوش رقم تجنيد 26 على مخطط يستند إلى تقويم يصل إلى رقم 365. إلا أنه لم تصدر أية أوامر تجنيد جديد بعد عام 1972، إذ إن الولايات المتحدة تغيرت إلى جيش تطوعي بالكامل ابتداء من العام 1973.
على الرغم من أن العديد في أسرته كانوا قد التحقوا بجامعة ييل، اختار بوش الالتحاق بجامعة تكساس في أوستن، ابتداء من شهر سبتمبر من عام 1971. ولعب في فريق تكساس لونغهورنز لكرة المضرب في عام 1973. تخرج بوش في فاي بيتا كابا وماغنا كوم لود مع شهادة بكالوريوس في الآداب في الدراسات الأمريكية اللاتينية. وأتم مقرره خلال عامين ونصف.

## المسيرة المهنية الباكرة
في عام 1974، ذهب بوش إلى العمل في منصب مبتدئ في القسم الدولي من مصرف تكساس التجاري، الذي كان قد تأسس من قبل أسرة جيمس بيكر. في شهر نوفمبر من عام 1977، أرسل إلى كاراكاس، عاصمة فنزويلا، لافتتاح عملية جديدة للمصرف، حيث شغل منصب مدير فرع ونائب الرئيس.
في أعقاب الانتخابات الرئاسية لعام 1980، انتقل بوش وأسرته إلى مقاطعة ميامي داد، فلوريدا. وتولى عمل في العقارات مع أرماندو كودينا، وهو مهاجر كوبي يبلغ من العمر 32 عامًا ومليونير عصامي. كان كودينا قد صنع ثروة في مجال أعمال الكمبيوتر، ومن ثم أسس شركة جديدة، كودينا جروب، لإيجاد فرص في أعمال العقارات. خلال وقته مع الشركة، ركز بوش على إيجاد مستأجر لتطويراته التجارية. في النهاية جعل كودينا غروب من بوش شريكًا له في أعمال التطوير الجديدة، التي أصبحت بسرعة أحد شركات تطوير العقارات الرائدة في جنوبي فلوريدا. بصفته شريكًا، نال بوش 40٪ من أرباح الشركة. وفي عام 1983، ذكر بوش عن انتقاله من هيوستن إلى ميامي: «على الجانب الشخصي، كانت حماتي وزوجة أخي تعيشان هناك مسبقًا». وعلى الجانب المهني، «أريد أن أكون ثريًا جدًا، وسأكون سعيدًا حين أخبركم أني قد حققت هذا الهدف».
خلال سنوات بوش في ميامي، كان شريكًا في العديد من مشاريع ريادة الأعمال، بما في ذلك العمل لدى شركة هاتف خليوي، وشغل منصبًا في مجلس إدارة شركة مملوكة من قبل النرويج كانت تبيع معدات نيران لنظام أنابيب ألاسكا، وأصبح مالكًا لأقلية في جاكسونفيل جاغوارز، واشترى شركة أحذية كانت تبيع أحذية في بنما، واشترك في مشروع بيع مضخات مياه في نيجيريا.
كان بوش يضغط من أجل ميغيل ريكاري، الذي كان يدير إنترناشيونال ميديكال سنترز، التي كانت منظمة حفظ صحة يقع مقرها في فلوريدا. «وظف» ريكاري بوش كمستشار عقاري ودفع له مبلغ 75 ألف دولار من أجل إيجاد موقع جديد للشركة، على الرغم من أن الانتقال لم يحدث أبدًا. إلا أن بوش ضغط بالفعل وبشدة ونجاح على حكومة ريغان بالنيابة عن ريكاري وإنترناشيونال ميديكال سنترز لإبطال قانون نسبة المسجلين في ميديكير.

## روابط خارجية
- جيب بوش على موقع IMDb (الإنجليزية)
- جيب بوش على موقع الموسوعة البريطانية (الإنجليزية)
- جيب بوش على موقع روتن توميتوز (الإنجليزية)
- جيب بوش على موقع مونزينجر (الألمانية)
- جيب بوش على موقع إن إن دي بي (الإنجليزية)
- جيب بوش على موقع قاعدة بيانات الفيلم (الإنجليزية)
- جيب بوش على موقع كينوبويسك (الروسية)